# 川谷伊代
川谷 伊代（かわたに いよ、1982年11月29日 - ）は、2000年代後半に、西日本で活動していたフリーアナウンサー。

## 経歴
佐世保市出身だが、実家は現在長崎市に移っている。長崎県立佐世保北高等学校普通科理数コースを経て、九州大学に進む。佐世保北高時代は、ハンドボール部に所属していた。
2005年、九州大学理学部を卒業後、地元発祥のパン会社・フランソアに入り、商品開発に携わっていたが、アナウンサーになりたい一心で2007年に退職。元TVQ九州放送アナウンサーの川上政行が主宰する「福岡アナウンススクール」で学ぶ。
2008年、NHK大阪のオーディションに合格、夕方のニュース番組などを担当していた。2年間勤めた後九州に戻り、米谷奈津子や村田友紀らが所属するノーメイクに加入。以後はキャスター・リポーターとしては単発の仕事が多かったため、別にマーケティング関係の仕事でOLもしていた。2010年秋に結婚したこともあり、2011年3月末、ブログでアナウンサー業の事実上の“廃業”宣言を行い、ブログ自体も後に削除した。なおOLとアナウンサー業を並行していた頃に、ノーメイク社は東京の芸能事務所と業務提携を行い合弁会社を設立。懇意にしていた村田も新会社に籍を移した。
弟の川谷絵音はバンド「ゲスの極み乙女。」、「indigo la End」でヴォーカル・ギターをしており、大きな大会に出場した際には伊代がブログで支援を呼びかけたこともあった。

## 担当番組
NHK大阪
- ニューステラス関西
- お元気ですか日本列島 関西のニュース

ノーメイク時代
- ハチナビプラスギュギュっと!「ギュギュっと!アプリ」コーナー（テレビ西日本）
- その他単発でイベントMCなど